# Cerealia Facula
La Cerealia Facula è una struttura geologica della superficie di Cerere.